# Aiden Zhane
Aiden Zhane és el nom artístic de Devin Lewis (nascut el 16 de juliol de 1990), un intèrpret drag nord-americà més conegut per competir a la dotzena temporada de RuPaul's Drag Race.

## Primers anys de vida
Zhane es va criar a Cohoctah, Michigan.

## Carrera
Aiden va començar la seva carrera d'arrossegament a principis dels anys 2010 mentre vivia a Acworth, Geòrgia. Va seleccionar el seu nom artístic per representar "els dos extrems de l'espectre", ja que A i Z són la primera i l'última lletra de l'alfabet. Inicialment va actuar principalment a casa com a "reina del dormitori" autodenominada a causa de la manca de bars gai a la seva ciutat. Malgrat la proximitat a Atlanta, Zhane va experimentar dificultats per entrar a l'escena drag de la ciutat al començament de la seva carrera i només de tant en tant actuava allà.
Aiden va ser anunciat com a membre del repartiment a la temporada 12 de RuPaul's Drag Race el 23 de gener de 2020. Zhane va ser eliminat en el sisè episodi de la temporada, col·locant-se novè a la competició. Juntament amb Brita Filter, va ser eliminada després de la seva actuació al repte Snatch Game. La suplantació de Patricia Quinn per part de Zhane de The Rocky Horror Picture Show va ser criticada pels jutges del programa i la mateixa Quinn. Després va perdre una sincronització de llavis contra Brita amb " Let It Go " de Frozen. Juntament amb els altres concursants de Drag Race de la temporada 12, Zhane va aparèixer a Bring Back My Ghouls, un especial de varietats de Halloween produït per World of Wonder. Des que va aparèixer a Drag Race, Zhane ha llançat dos senzills.

## Vida personal
Anteriorment, Zhane va tenir una relació amb Saint (abans St. Lucia), que va competir a la temporada 3 de Dragula de The Boulet Brothers. En una entrevista a Entertainment Weekly, Aiden va descriure la introducció de Saint al drag.